# 원평동 (구미시)
원평동(元坪洞)은 대한민국 경상북도 구미시 중심부에 위치한 동이다.

## 연혁
원평이라는 말은 '들 가운데 가장 먼저 생긴 들'이라는 뜻으로 상고 시대부터 취락이 형성된 것으로 추정된다. 그 중 현재의 원평1동이 먼저 생겼다고 한다.
- 조선시대: 선산군 상고면 지역
- 1914년 4월 1일: 부군면 통폐합에 따라 월산동·암전동·각산동·장기동의 각 일부를 합하여 원평동이라 하고 구미면에 속함.
- 1963년 1월 1일: 구미면이 구미읍으로 승격하여 원평동을 6개 동으로 편제
- 1978년 2월 15일: 구미시로 승격하여 행정동으로 원평1동, 원평2동, 원평3동 설치, 종전 구미읍 원평6동 지역은 원남동에 편입.
- 1999년 3월 2일: 원평2동과 3동이 원평2동으로 통합
- 2021년 7월 1일 원평1동과 원평2동이 원평동으로 통합

## 교육 기관
- 금오초등학교
- 원남초등학교
- 구미초등학교
- 구미여자중학교
- 구미고등학교
- 경북외국어고등학교

## 교통
- 구미종합터미널
- 구미역